# Giuseppe Richa

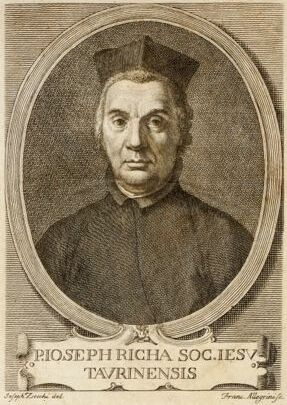

Giuseppe Richa, född 1693 i Turin, död 1761 i Florens, var en italiensk jesuit och författare.
Richa blev jesuit 1748 och innehade olika poster i diverse städer innan han hamnade vid kyrkan San Giovannino della Congregazione di Santa Maria Maddalena i Florens. Här höll han sina första föreläsningar om de florentinska helgonen, och orienterade sig sedan mot florentinsk kyrkohistoria. För att förbereda sina föreläsningar sammanställde han en stor mängd forskning, vilket kulminerade i publiceringen av Notizie istoriche delle chiese fiorentine divise ne' suoi quartieri i två volymer, som behandlar Florens sakrala byggnader.
1925 restes en staty över Richa i Florens.